# Dirk Gerstle
Dirk Gerstle (* 15. Januar 1961 in Hildesheim) ist ein deutscher Beamter und war von Juli 2013 bis Ende 2016 in Berlin Staatssekretär für Soziales in der Senatsverwaltung für Gesundheit und Soziales. Er ist Mitglied der CDU.

## Werdegang
Dirk Gerstle besuchte von 1983 bis 1986	die Fachhochschule für Verwaltung und Rechtspflege in Hildesheim. Er schloss das Studium als Diplom-Verwaltungswirt ab und war im Anschluss bis 2006 Mitarbeiter der Versorgungsverwaltung der Stadt Hildesheim.
Seit 1989 war Gerstle Mitarbeiter des Ministeriums für Soziales, Frauen, Familie und Gesundheit des Landes Niedersachsen und ab 2006 Kabinettsreferent und stellvertretender Leiter des Büros der Ministerin und des Staatssekretärs in diesem Ministerium. Von 2008 bis zum Februar 2013 war er Leiter des Büros der Ministerin und des Staatssekretärs im Ministerium für Soziales, Frauen, Familie, Gesundheit und Integration in Niedersachsen um daran anschließend Referent für Soziales, Frauen, Familie, Gesundheit und Integration in der CDU-Fraktion im Niedersächsischen Landtag zu werden.
Nach nicht einmal einem halben Jahr in dieser Position im Range eines Ministerialrats wurde er im Juli 2013, in Nachfolge von Michael Büge, zum Staatssekretär in Berlin berufen.
Mit Stand 2022 ist er Geschäftsführer der Berliner Werkstätten für Menschen mit Behinderung GmbH.